# Vouhé (Deux-Sèvres)
Vouhé település Franciaországban, Deux-Sèvres megyében. Lakosainak száma 351 fő (2022. január 1.). Vouhé Beaulieu-sous-Parthenay, Mazières-en-Gâtine, Saint-Lin, Verruyes és Saint-Pardoux-Soutiers községekkel határos.

## Népesség
A település népessége az elmúlt években az alábbi módon változott:
| Lakosok száma | 382  | 394  | 407  | 385  | 374  | 362  | 359  | 355  | 351  |
|               | 2013 | 2015 | 2016 | 2017 | 2018 | 2019 | 2020 | 2021 | 2022 |